# به‌سوی تو
به‌سوی تو یا بگو کجایی؟ ترانه‌ای‌ست که با صدای داریوش رفیعی و آهنگسازی مجید وفادار در آواز دشتی اجرا شده‌است. این ترانه سروده عبدالله فاطمی (الفت) می‌باشد. خوانندگان دیگری چون کوروس سرهنگ‌زاده، مهران زاهدی، مجتبی حسام، علی زند وکیلی، محمد معتمدی  و ماندانا خضرایی این اثر را اجرا کرده‌اند. سال اجرای اول این ترانه، ۱۳۲۸ خورشید بوده‌است.

## در سینما، تلویزیون و تئاتر
پایان فیلم یه حبه قند رضا میرکریمی با ترانهٔ به سوی توی کوروس سرهنگ زاده همراه است. همچنین مهران زاهدی آن را در تیتراژ سریال اولین شب آرامش بازخوانی کرده‌است و علی زند وکیلی این آهنگ را برای نمایش-موسیقی ترانه‌های قدیمی محمد رحمانیان بازخوانی کرده‌است که به عنوان تیتراژ پایانی سریال نیاز در لیالی قدر ماه رمضان ۱۳۹۴ پخش گردید. همچنین در قسمتی از فصل دوم سریال شهرزاد نیز این ترانه پخش شده‌است. امین بانی خواننده نسل جدید نیز این شعر را بازخوانی کرده است.